# Министерство обороны Болгарии
Министерство обороны Болгарии отвечает за регулирование армии Болгарии.

## Структура кабинета

### Генеральный секретарь
Генеральный секретарь осуществляет административное руководство Минобороны, реализуя правовые приказы министра обороны, но и приводит, координирует и контролирует работу Министерства обороны в отношении строгого соблюдения законов и подзаконных актов, и отчитывается перед министром обороны о деятельности Министерства обороны

### Инспекция
Инспекция Министерства обороны обеспечивает акт выполнения контрольных функций со стороны министра обороны в проведении государственной политики в сфере обороны. Инспекция рассматривает и делает исследования в отношении:
- наблюдение законов и приказов Министра обороны;
- наблюдение порядка и дисциплины в войсках;
- управление и выделение финансовых средств и материальных средств;
- управление персоналом;
- сохранение природной среды;
- другие проверки, назначенные Инспекцией министра обороны.

Инспекция находится в прямом подчинении министра обороны и её возглавляет главный инспектор. Она дополнительно изучает предложения, жалобы, судебные разбирательства и просьбы о предоставлении информации о физических или юридических лицах министру обороны и готовит ответы на вышеупомянутые. Организация деятельности инспекции, например проверки, а также условия и порядок того, как их проводить, определяются министром обороны.

### Главное управление
Главное управление Министерства обороны состоит из управлений «административной и финансовой службы» и «финансово-хозяйственной деятельности».

### Специализированные администрации
Специализированное управление Министерства обороны объединено в одиннадцать управлений. Специализированное управление помогает и обеспечивает реализацию прав министра обороны и заместителя министра обороны в рамках прав, делегированных им и функций, которые они назначили.

#### Управления
- оборонной политики
- военного планирования и программирования
- международного сотрудничества
- бюджетного планирования
- кадровой политики
- финансового контроля деятельности
- Управление закупками
- Военное управление инфраструктурой
- политики вооружения и техника
- Дирекция по нормативно-правовым делам
- военный стандартизации, качества и кодификации

### Офицер по информационной безопасности
Офицер по безопасности информации подчиняется непосредственно министру обороны и выполняет задачи, которые возложены на него в силу закона о защите секретной информации и подзаконных актов о приведении в исполнение высшего закона.